# 대전지방검찰청
대전지방검찰청(大田地方檢察廳)은 대전지방법원에 대응하여 항소사건에 대한 소송 유지 및 항고사건 처리와 행정소송을 비롯해 국가를 당사자로 하는 소송사건을 수행하고 진행을 돕기 위하여 설립된 대한민국 검찰청 대전고등검찰청 소속기관으로 대전지방검찰청 검사장은 차관급 예우를 받는다. 대전광역시 서구 둔산중로 78번길 15에 위치하고 있다.

## 연혁
- 1908년 1월 1일 공주지방재판소 검사국 개청
- 1909년 4월 19일 공주지방재판소 대전구재판소 검사국 개청
- 1914년 4월 1일 공주지방법원 대전지청 검사분국 개칭
- 1938년 7월 1일 공주지방법원 대전지청이 대전지방법원으로 승격 및 공주지방법원 대전지청 검사분국이 대전지방법원 검사국으로 격상
- 1947년 1월 1일 대전지방법원 검사국이 대전지방검찰청으로 개칭
- 1948년 3월 2일 검찰청법 제정에 따라 법원으로부터 완전 독립. 부(部)는 설치되지 않고, 검사장, 차장검사, 검찰관을 두며 서기과와 수사과가 설치됨
- 1956년 9월 17일 서기과와 수사과 이외에 회계과가 신설됨
- 1961년 1월 10일 대전지방검찰청에 부(部) 신설에 따라 부장검사 1명 배치
- 1962년 8월 20일 사무국을 설치하고, 사무국에 서무과와 사건과, 수사과를 둠
- 1979년 7월 1일 사무국 내에 집행과 신설
- 1981년 1월 22일 전주지방검찰청 금산지청을 대전지방검찰청 금산지청으로 이관
- 1989년 8월 26일 사무국 내에 공안과 신설
- 1990년 1월 29일 특별수사부를 신설하고 종래의 부장검사 2명을 형사 제1부장검사, 형사 제2부장검사로 변경. 사무국에 서무과, 사건과, 집행과를 배치
- 1996년 3월 1일 공안부를 신설하고 공안과를 공안부에 배치
- 1996년 12월 31일 사무국 내 서무과를 총무과로 명칭 변경
- 1998년 11월 16일 대전광역시 둔산동 신청사로 이전
- 2001년 6월 14일 형사 제3부 신설
- 2005년 2월 1일 형사제1부 내 조사과 신설. 사건과 내 피해자지원팀 신설. 수사과 내 공안업무지원팀 신설. 공안과 폐지
- 2009년 1월 30일 공판부 신설
- 2018년 1월 특허범죄조사부 신설
- 2031년 3월 대전지방검찰청에서 세종지방검찰청이 분리되어 신설 예정

## 조직

### 대전지방검찰청 검사장

#### 차장검사

##### 형사 제1부
- 조사과

##### 형사 제3부
- 수사과

#### 여성·아동 범죄조사부

##### 사무국
- 총무과
- 사건과
- 집행과

## 관할구역

### 행정구역
- 1광역시: 대전광역시
- 1특별자치시: 세종특별자치시
- 1도: 충청남도
  - 1군: 금산군

### 검찰청
- 공주지청
- 천안지청
- 논산지청
- 서산지청
- 홍성지청

## 소속기관

### 홍성지청
- 주소: 충남 홍성군 홍성읍 법원로 40(월산리 848-1)
- 우편번호: 32226

### 공주지청
- 주소: 충남 공주시 한적2길34-13(금흥동 610-2)
- 우편번호: 32568

### 논산지청
- 주소: 충남 논산시 강경읍 계백로 99(대흥리 46-1)
- 우편번호: 32930

### 서산지청
- 주소: 충남 서산시 공림4로 23(예천동 600)
- 우편번호: 31988

### 천안지청
- 주소: 충청남도 천안시 동남구 청당동 청수14로77(청당동 476)
- 우편번호: 31198

## 역대 검사장
1. 백한성 1945년 10월 19일 ~ 1948년 11월 8일
2. 이병용 1948년 11월 9일 ~ 1949년 9월 15일
3. 정재환 1949년 9월 16일 ~ 1951년 8월 28일
4. 임석무 1951년 8월 29일 ~ 1954년 4월 2일
5. 오성덕 1954년 4월 3일 ~ 1955년 10월 25일
6. 김사용 1955년 10월 26일 ~ 1957년 10월 4일
7. 윤준영 1957년 10월 5일 ~ 1958년 3월 14일
8. 양정수 1958년 3월 15일 ~ 1959년 4월 21일
9. 서병균 1959년 4월 22일 ~ 1960년 5월 18일
10. 백상기 1960년 6월 27일 ~ 1960년 9월 23일
11. 임갑인 1960년 9월 24일 ~ 1961년 6월 20일
12. 황창주 1961년 7월 8일 ~ 1962년 4월 10일
13. 조태형 1962년 4월 11일 ~ 1963년 5월 30일
14. 이선중 1963년 5월 31일 ~ 1964년 3월 16일
15. 김덕문 1964년 3월 17일 ~ 1968년 5월 31일
16. 김일두 1968년 6월 1일 ~ 1968년 12월 1일
17. 홍순일 1968년 12월 2일 ~ 1971년 8월 25일
18. 한옥신 1971년 8월 26일 ~ 1973년 4월 5일
19. 민흥식 1973년 4월 6일 ~ 1976년 2월 28일
20. 이동봉 1976년 3월 1일 ~ 1977년 3월 16일
21. 심성택 1977년 3월 17일 ~ 1978년 2월 10일
22. 강태훈 1978년 2월 11일 ~ 1979년 2월 18일
23. 정창훈 1979년 2월 19일 ~ 1980년 6월 8일
24. 주문기 1980년 6월 9일 ~ 1981년 4월 26일
25. 김세권 1981년 4월 27일 ~ 1981년 12월 16일
26. 이용식 1981년 12월 17일 ~ 1982년 6월 17일
27. 이준승 1982년 6월 18일 ~ 1983년 7월 31일
28. 박일흠 1983년 8월 1일 ~ 1985년 3월 4일
29. 박희태 1985년 3월 5일 ~ 1986년 5월 1일
30. 박종철 1986년 5월 2일 ~ 1987년 6월 7일
31. 김도언 1987년 6월 8일 ~ 1989년 3월 28일
32. 임상현 1989년 3월 29일 ~ 1991년 4월 17일
33. 송종의 1991년 4월 18일 ~ 1992년 7월 28일
34. 김종구 1992년 7월 29일 ~ 1993년 3월 16일
35. 황상구 1993년 3월 17일 ~ 1993년 9월 20일
36. 김상수 1993년 9월 21일 ~ 1994년 9월 15일
37. 심재륜 1994년 9월 16일 ~ 1995년 9월 19일
38. 신현무 1995년 9월 20일 ~ 1997년 1월 22일
39. 김병학 1997년 1월 23일 ~ 1998년 3월 18일
40. 송인준 1998년 3월 23일 ~ 1999년 2월 21일
41. 박주환 1999년 2월 22일 ~ 1999년 6월 8일
42. 김학재 1999년 6월 9일 ~ 2000년 7월 14일
43. 김규섭 2000년 7월 15일 ~ 2001년 5월 30일
44. 이정수 2001년 5월 31일 ~ 2002년 2월 7일
45. 황선태 2002년 2월 8일 ~ 2003년 3월 12일
46. 김재기 2003년 3월 13일 ~ 2003년 3월 20일
47. 김희옥 2005년 3월 21일 ~ 2004년 5월 31일
48. 유성수 2004년 6월 1일 ~ 2005년 4월 7일
49. 강충식 2005년 4월 8일 ~ 2006년 2월 5일
50. 이훈규 2006년 2월 6일 ~ 2007년 3월 4일
51. 김준규 2007년 3월 5일 ~ 2008년 3월 10일
52. 조근호 2008년 3월 11일 ~ 2009년 1월 18일
53. 안창호 2009년 1월 19일 ~ 2009년 8월 11일
54. 한명관 2009년 8월 12일 ~ 2010년 7월 14일
55. 소병철 2010년 7월 21일 ~ 2011년 8월 21일
56. 정동민 2011년 8월 22일 ~ 2012년 7월 17일
57. 조성욱 2012년 7월 18일 ~ 2013년 4월 9일
58. 이건주 2013년 4월 10일 ~ 2013년 12월 23일
59. 박민표 2013년 12월 24일 ~ 2015년 2월 10일
60. 문무일 2015년 2월 11일 ~ 2015년 12월 23일
61. 안상돈 2015년 12월 24일 ~ 2017년 7월 31일
62. 이상호 2017년 8월 1일 ~ 2018년 1월 18일
63. 권익환 2018년 1월 19일 ~ 2018년 6월 21일
64. 조상철 2018년 6월 22일 ~ 2019년 7월 30일
65. 장영수 2019년 7월 31일 ~ 2020년 1월 12일
66. 이두봉 2020년 1월 13일 ~ 2021년 6월 10일
67. 노정환 2021년 6월 11일 ~ 2022년 6월 26일
68. 이진동 2022년 6월 27일 ~ 2023년 9월 6일
69. 박재억 2023년 9월 7일 ~ 2024년 5월 15일
70. 성상헌 2024년 5월 16일 ~ 2025년 7월 4일

직무대리 유광렬 2025년 7월 4일 ~ 2025년 7월 29일
1. 서정민 2025년 7월 29일 ~

## 같이 보기
- 대전지방법원
- 대전 법조 비리 사건